# Bernadette Szőcs
Bernadette Szőcs (Târgu Mureș, 5 marzo 1995) è una tennistavolista rumena.

## Biografia
Nel settembre 2011, si è recata in Argentina per l'evento "World Junior Circuit", dove ha superato Kasumi Ishikawa per raggiungere il primo posto nella serie di competizioni. [3]
Nel luglio 2012 si è classificata 5ª nell'"ITTF World Junior Circuit".
Szocs ha vinto il singolo nella stagione inaugurale del T2, battendo in finale Feng Tianwei.
Ad agosto 2019 si è classificata n. 14 al mondo nella classifica della Federazione internazionale di tennis da tavolo e al primo posto nella classifica dell'Unione Europea Tennis Tavolo. A luglio dello stesso anno nell'evento "T2 Diamond", è stata il primo giocatore a usare una gomma colorata: il rosa.
Nella prima partita internazionale di Szőcs nel 2021, Szocs ha sconfitto la seconda testa di serie e numero 8 al mondo Cheng I-Ching negli ottavi di finale dell'evento "WTT Contender" al WTT Doha.

## Vita personale
Szőcs è di origine ungherese. Ha un fratello maggiore, Hunor, anche lui giocatore di tennis tavolo.